# UAE Team Emirates/2017
Deze pagina geeft een overzicht van de UAE Team Emirates-wielerploeg in  2017.

## Algemeen
Teammanager: Carlo Saronni
Ploegleiders: Orlando Maini, Marco Marzano, Simone Perazzini, Marco Scirea, Bruno Vicino
Fietsmerk: Colnago
Kopmannen: Rui Costa,Louis Meintjes, Sacha Modolo, Diego Ulissi

## Transfers
| Inkomend             | Team 2016                        | Uitgaand        | Team 2017                     |
| -------------------- | -------------------------------- | --------------- | ----------------------------- |
| Anass Aït El Abdia   | neo-prof                         | Yukiya Arashiro | Bahrain-Merida                |
| Darwin Atapuma       | BMC Racing Team                  | Mattia Cattaneo | Androni-Sidermec-Bottecchia   |
| Simone Consonni      | Team Colpack/neo-prof            | Davide Cimolai  | FDJ                           |
| Filippo Ganna        | Team Colpack/neo-prof            | Mário Costa     | Gestopt                       |
| Andrea Guardini      | Team Astana                      | Chun-kai Feng   | Bahrain-Merida                |
| Vegard Stake Laengen | IAM Cycling                      | Tsgabu Grmay    | Bahrain-Merida                |
| Marco Marcato        | Wanty-Groupe Gobert              | Ilia Koshevoy   | Wilier Triestina-Selle Italia |
| Yousif Mirza         | Al Nasr Pro Cycling Team - Dubai | Luka Pibernik   | Bahrain-Merida                |
| Edward Ravasi        | Team Colpack/neo-prof            | Xu Gang         | Gestopt                       |
| Ben Swift            | Team Sky                         |                 |                               |
| Oliviero Troia       | Team Colpack/neo-prof            |                 |                               |

## Renners
| Naam                 | Geboortedatum | Nationaliteit                | Ploeg 2016                       |
| -------------------- | ------------- | ---------------------------- | -------------------------------- |
| Anass Aït El Abdia   | 21-03-1993    | Marokko                      | neo-prof                         |
| Darwin Atapuma       | 15-01-1988    | Colombia                     | BMC Racing Team                  |
| Matteo Bono          | 11-11-1983    | Italië                       |                                  |
| Simone Consonni      | 12-09-1994    | Italië                       | Team Colpack/neo-prof            |
| Valerio Conti        | 30-03-1993    | Italië                       |                                  |
| Rui Costa            | 05-10-1986    | Portugal                     |                                  |
| Kristijan Đurasek    | 26-07-1987    | Kroatië                      |                                  |
| Roberto Ferrari      | 09-03-1983    | Italië                       |                                  |
| Filippo Ganna        | 25-07-1996    | Italië                       | Team Colpack/neo-prof            |
| Andrea Guardini      | 12-06-1989    | Italië                       | Team Astana                      |
| Marko Kump           | 09-09-1988    | Slovenië                     |                                  |
| Vegard Stake Laengen | 07-02-1989    | Noorwegen                    | IAM Cycling                      |
| Marco Marcato        | 11-02-1984    | Italië                       | Wanty-Groupe Gobert              |
| Louis Meintjes       | 21-02-1992    | Zuid-Afrika                  |                                  |
| Yousif Mirza         | 08-10-1988    | Verenigde Arabische Emiraten | Al Nasr Pro Cycling Team - Dubai |
| Sacha Modolo         | 19-06-1987    | Italië                       |                                  |
| Matej Mohorič        | 19-10-1994    | Slovenië                     |                                  |
| Manuele Mori         | 09-08-1980    | Italië                       |                                  |
| Przemysław Niemiec   | 11-04-1980    | Polen                        |                                  |
| Simone Petilli       | 04-05-1993    | Italië                       |                                  |
| Jan Polanc           | 06-10-1992    | Slovenië                     |                                  |
| Edward Ravasi        | 05-06-1994    | Italië                       | Team Colpack/neo-prof            |
| Ben Swift            | 05-11-1987    | Verenigd Koninkrijk          | Team Sky                         |
| Oliviero Troia       | 11-02-1984    | Italië                       | Team Colpack/neo-prof            |
| Diego Ulissi         | 15-07-1989    | Italië                       |                                  |
| Federico Zurlo       | 25-02-1994    | Italië                       |                                  |

## Overwinningen
| Ronde van San Juan 5e etappe: Rui Costa Grote Prijs van de Etruskische Kust Winnaar: Diego Ulissi Ronde van Abu Dhabi 3e etappe: Rui Costa eindklassement: Rui Costa Ronde van Kroatië 1e etappe: Sacha Modolo 2e etappe: Kristijan Đurasek 6e etappe: Sacha Modolo | Ronde van Italië 4e etappe: Jan Polanc GP Kanton Aargau Winnaar: Sacha Modolo Ronde van Polen 2e etappe: Sacha Modolo Ronde van Spanje 7e etappe: Matej Mohorič Grote Prijs van Montreal Winnaar: Diego Ulissi | Nationale kampioenschappen Slovenië, tijdrit: Jan Polanc Verenigde Arabische Emiraten, tijdrit: Yousif Mirza Verenigde Arabische Emiraten, wegwedstrijd: Yousif Mirza Hong Kong Challenge Winnaar: Matej Mohorič |

Mannen:1991 · 1992 · 1993 · 1994 · 1995 · 1996 · 1997-1998 · 1999 · 2000 · 2001 · 2002 · 2003 · 2004 · 2005 · 2006 · 2007 · 2008 · 2009 · 2010 · 2011 · 2012 · 2013 · 2014 · 2015 · 2016 · 2017 · 2018 · 2019 · 2020 · 2021 · 2022 · 2023 · 2024 · 2025
Vrouwen:2022 · 2023 · 2024 · 2025
AG2R-La Mondiale · Astana Pro Team · Bahrain-Merida · BMC Racing Team · BORA-hansgrohe · Cannondale-Drapac · Team Dimension Data · FDJ · Katjoesja-Alpecin · Team LottoNL-Jumbo · Lotto Soudal · Movistar Team · Orica-Scott · Quick Step · Team Sky · Team Sunweb · Trek-Segafredo · UAE Team Emirates